# Boží muka (Předměřice nad Labem)
Pilířová boží muka se nalézají nedaleko od Budinského mlýna v obci Předměřice nad Labem v okrese Hradec Králové. Boží muka pocházejí pravděpodobně z roku 1562 a jsou od 2. 7. 2007 chráněna jako nemovitá kulturní památka ČR.

## Popis
Pískovcová sloupcová boží muka sestávají ze čtyř dílů – základové patky, dříku, čtyřboké kaplice a kamenného tlapatého kříže na vrcholu. 
Základová patka je čtyřboká se zkosenými vrchními rohy a je z větší části zapuštěná v zemi. Na ní spočívá osmiboký dřík vysoký cca 3 metry. V čelní stěně dříku je vytesáno reliéfní vročení (1562). Vročení je mírně zvětralé. 
Na osmibokém dříku spočívá čtyřboká kaplice s mělkými nikami ve všech čtyřech stěnách. V každé nice je zobrazen reliéf kříže s Ukřižovaným. Kříže mají ramena mírně vzedmutá vzhůru. 
Na vrcholu kaplice stojí tlapatý kříž. 
Boží muka byla obehnána oplocením, ze kterého se dochovaly tři pískovcové sloupky.
Při restaurování božích muk v roce 2001 byly zaretušovány spoje původně dvoudílného dříku a od té doby není dvoudílnost dříku znatelná.